# Madżong japoński
Madżong japoński (jap. 麻雀, 麻将, albo マージャン; mājan, znany również jako Riichi Madżong) – wersja madżonga, w której podstawowe reguły gry są zachowane, jednak ponadto wprowadzone takie jak riichi oraz dora. W tej wersji gry nie używa się już terminów „chow”, „pong”, „kong”, tylko „chi”, „pon”, „kan”.

## Historia
W 1924 żołnierz Saburo Hirayama przywiózł tę grę do Japonii. Następnie w Tokio założył klub, salon i szkołę grania w madżonga. Na przestrzeni lat gra ta zaczynała zdobywać coraz większą popularność. W tym procesie, gra została uproszczona w chińskiej wersji. Dodatkowe reguły zostały dodane, żeby zwiększyć kompleksowość.
Riichi Madżong w 2010 był najpopularniejszą grą planszową w Japonii.